# Pfandlehen
Ein Pfandlehen (mittelhochdeutsch: Phantlehen; lateinisch feudum pignoratitium) war eine seit dem 12. Jahrhundert bekannte und in seiner Zulässigkeit umstrittene Rechtspraxis, eine Zwischenform von Lehnsrecht und Pfandrecht mit unklarer rechtssystematischer Einordnung.
Es handelte sich dabei um ein von dem Lehnsherrn seinem Darlehensgeber (d. h. seinem Gläubiger) verliehenes, aber ablösbares Lehnrecht an dem als Pfand dienenden Grundbesitz oder anderweitigen Gut. Der vom Gläubiger als Pfand genommene Grundbesitz des Schuldners wurde somit gleichzeitig Lehen des Gläubigers, der damit Lehnsmann der Schuldners wurde. Der Lehnsherr konnte also durch die Drohung der Wiedereinlösung Druck auf den Lehnsmann/Gläubiger ausüben, da dieser der Landeshoheit des Schuldners unterstellt wurde.